# Antonio Tonelli
Antonio Tonelli, citato anche come Antonio De' Pietri Tonelli (Carpi, 19 agosto 1686 – Carpi, 25 dicembre 1765), è stato un compositore e violoncellista italiano.
A memoria della sua attività gli è stato intitolato l'Istituto Musicale Antonio Tonelli di Carpi, pareggiato nel 1981 e poi diventato, insieme all'istituto musicale di Modena, Istituto Superiore di studi musicali, ora Conservatorio "O. Vecchi - A. Tonelli".

## Biografia
Compì studi letterari e musicali a Bologna, dedicandosi all'organo, alla viola d'amore e diventando un virtuoso del violoncello. È ricordato anche come cantante e ballerino.
Fu organista e Maestro di Cappella dell'Accademia del Santissimo Rosario a Finale Emilia, e dal 1730 maestro di cappella del Duomo di Carpi.
Nel 1737 lasciò Carpi per darsi al concertismo. Negli anni successivi fu attivo come Maestro di Cappella ad Alassio.
Fece ritorno a Carpi definitivamente nel 1755, dove rimase come maestro di cappella del Duomo fino alla morte.

## Composizioni
- Cantata (1724)
- Il Trionfo dell'Umiltà di S.Filippo Neri
- Intermezzi Musicali
- L'enigma disciolto, opera rappresentata a Reggio Emilia nel 1723
- Lucio Vero, opera rappresentata a Bologna nel 1731
- Sonata in sol per violino, violoncello e basso continuo [1]